# Ferrari Mondial
A Mondial é um automóvel desportivo modelo 2+2 da Ferrari oferecido em versões coupé e conversível. Podemos considera-la o último modelo da família Dino. Foi desenvolvido para ser um carro esportivo "familiar", para isso foi desenhado com os dois bancos traseiros. Esteve disponível em modelos hatch e conversível.